# اچ‌ام‌اس تردو (پی۳۳۸)
اچ‌ام‌اس تردو (پی۳۳۸) (به انگلیسی: HMS Teredo (P338)) یک زیردریایی بود که طول آن ۲۷۶ فوت ۶ اینچ (۸۴٫۲۸ متر) بود. این زیردریایی در سال ۱۹۴۵ ساخته شد.